# Sân bay quốc tế Weerawila
Sân bay quốc tế Weerawila (IATA: WRZ, ICAO: VCCW) là một sân bay đang được xây dựng tại Sri Lanka. Khi hoàn thành, đây sẽ là sân bay quốc tế thứ hai của Sri Lanka. Theo tiến độ thì sân bay này hoàn thành năm 2009. Tuy nhiên, dự án này hiện đang phải đối mặt với các vấn đề môi trường vì có nhiều chim ở khu vực này. Giai đoạn 1 của dự án này cho phép sân bay này có thể phục vụ 8 chiếc máy bay. Viên đá nền móng đã được tổng thống Sri Lanka Mahinda Rajapaksa đặt vào ngày 19 tháng 11 năm 2006. Giai đoạn 1 có tổng mức đầu tư 12,5 tỷ Rs (tương đương 125 triệu USD). Sân bay này sẽ có 1 đường băng dài 4000 m và chỗ đỗ cho 14 máy bay.